# کریک استند (آلاباما)
کریک استند (به انگلیسی: Creek Stand) یک منطقهٔ مسکونی در ایالات متحده آمریکا است که در آلاباما واقع شده‌است. کریک استند ۱۳۵٫۹۴ متر بالاتر از سطح دریا واقع شده‌است.